# Bibi Bakare-Yusuf
Pour les articles homonymes, voir Bakare et Yusuf.
Bibi Bakare-Yusuf, née en 1970 à Lagos, est une universitaire, une femme de lettres et une éditrice nigériane.
Elle a co-fondé la maison d'édition Cassava Republic Press, dont le siège est à Abuja, et qui publie des œuvres  de fiction et de la littérature pour enfants, par et pour les africains, avec la volonté de promouvoir la culture de la lecture dans le continent africain. 

## Biographie
Bibi Bakare-Yusuf est née en 1970 à Lagos, au Nigeria. A treize ans, elle est envoyée dans une école privée en Angleterre. Puis elle prolonge par des études supérieures dans les communications et l'anthropologie au Goldsmiths College, université de Londres, suivi d'une maîtrise en études de genre à l'université de Warwick, puis d'un doctorat. Sa thèse de doctorat est intitulée : « In the sea of memory : embodiment and agency in the black diaspora ».
En 2003, elle revient au Nigeria pour mener des recherches à l'Université Obafemi Awolowo, à Ife, au Centre d'études de genre. Elle travaille aussi comme consultante pour les organisations de développement telles que ActionAid, le Fonds de développement des Nations unies pour la femme (UNIFEM) et l'Union européenne. Elle met en place également une structure de conseil sur les questions féminines, Tapestry Consulting. En 2005, elle décide de créer une maison d'édition, convaincue de la nécessité de structures d'éditions pour promouvoir la culture et la lecture. Cette maison d'édition, Cassava Republic Press, compte désormais parmi ses écrivains des auteurs tels que  Helon Habila (en), bénéficiaire en 2015 du prix de littérature Windham-Campbell, Hawa Jande Golakai, ou encore Ayesha Harruna Attah. 
Cassava Republic Press, dont le siège est à Abuja, possède une antenne à Londres depuis 2016, et en ouvre une deuxième, en avril 2017, à New York,.
Bibi Bakare-Yusuf est également, depuis novembre 2016, présidente d'une ONG, The Initiative for Equal Rights (TIERS), qui travaille à la protection et à la promotion des droits humains des minorités sexuelles au Nigeria et en Afrique de l'Ouest.